# アングラ・ドス・レイスEC
アングラ・ドス・レイスEC (ポルトガル語: Angra dos Reis Esporte Clube) は、ブラジルのリオデジャネイロ州アングラ・ドス・レイスにをホームタウンとするサッカークラブである。1999年3月23日に創設し、カンピオナート・カリオカ3部リーグに加盟。参入年にリーグ優勝し、翌2000年からカンピオナート・カリオカ2部リーグ所属。

## 概要
クラブカラーは水色。ホームスタジアムはエスタジオ・ジャイル・カルネイロ・トスカーノ・デ・ブリトであり、アングラ・ドス・レイスの中心市街地東部に位置する。収容人数は5,000人。クラブのマスコットはヨシキリザメ (Blue Shark) である。

## 歴史
1999年3月23日に創設し、カンピオナート・カリオカ3部リーグに新規参入。同年に優勝し、2部リーグへ昇格。2000年、2部リーグで決勝リーグへ進出し、リーグ4位に入った。2001年は活動を休止し、2002年に2部リーグに復帰。2003年は2部リーグで準優勝するも、AAポルトゥゲーザ (リオデジャネイロ州)に競り負けて1部リーグ昇格を逃した。2004年および2005年はリーグ3位で、再び1部リーグ昇格に失敗。2006年はリーグ第1ステージでグループ5位に終わった。2007年はリーグ20位、2008年はリーグ第2ステージでグループ3位となり敗退した。

## タイトル

### 国内タイトル
- カンピオナート・カリオカ・セリエC (3部) : 1回
  - 1999

### 国際タイトル
なし